# Nhà phê bình nghệ thuật

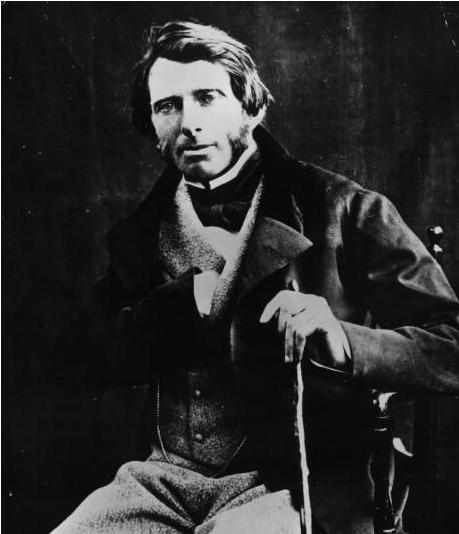
John Ruskin (1819-1900), c.1870. Leo Tolstoy mô tả Ruskin là "một trong những người đàn ông hiếm hoi nghĩ bằng trái tim". Một người ủng hộ các tác phẩm của JMW Turner, Ruskin đã gièm pha tác phẩm của James McNeill Whistler

Nhà phê bình nghệ thuật là một người chuyên phân tích, giải thích và đánh giá nghệ thuật. Các bài phê bình hoặc đánh giá bằng văn bản của họ góp phần phê bình nghệ thuật và chúng được xuất bản trên báo, tạp chí, sách, tài liệu triển lãm và danh mục và trên các trang web. Một số nhà phê bình nghệ thuật ngày nay sử dụng blog nghệ thuật và các nền tảng trực tuyến khác để kết nối với lượng khán giả rộng lớn hơn và mở rộng tranh luận về nghệ thuật.
Khác với lịch sử nghệ thuật, không có một khóa đào tạo thể chế nào cho các nhà phê bình nghệ thuật (chỉ có một vài ngoại lệ); các nhà phê bình nghệ thuật đến từ các nền tảng khác nhau và họ có thể hoặc không được đào tạo bậc đại học. Các nhà phê bình nghệ thuật chuyên nghiệp dự kiến sẽ có một con mắt sắc sảo cho nghệ thuật và kiến thức kỹ lưỡng về lịch sử nghệ thuật. Điển hình là nhà phê bình nghệ thuật xem nghệ thuật tại các triển lãm, phòng trưng bày, bảo tàng hoặc xưởng vẽ của các nghệ sĩ và họ có thể là thành viên của Hiệp hội phê bình nghệ thuật quốc tế có các bộ phận quốc gia. Rất hiếm khi các nhà phê bình nghệ thuật kiếm sống từ việc viết phê bình.
Ý kiến của các nhà phê bình nghệ thuật có khả năng khuấy động tranh luận về các chủ đề liên quan đến nghệ thuật. Do đó, quan điểm của các nhà phê bình nghệ thuật viết cho các ấn phẩm nghệ thuật và báo chí thêm vào diễn ngôn công khai liên quan đến nghệ thuật và văn hóa. Những nhà sưu tầm nghệ thuật và khách quen thường dựa vào lời khuyên của những nhà phê bình như vậy để tăng cường sự đánh giá của họ về nghệ thuật mà họ đang xem. Nhiều nghệ sĩ nổi tiếng và nổi tiếng hiện nay không được các nhà phê bình nghệ thuật thời đó công nhận, thường là vì nghệ thuật của họ theo phong cách chưa được hiểu hoặc ưa thích. Ngược lại, một số nhà phê bình, đã trở nên đặc biệt quan trọng giúp giải thích và thúc đẩy các phong trào nghệ thuật mới —  ví dụ Roger Fry với phong trào hậu ấn tượng, Lawrence Alloway với Pop Art.